# 大洪河水库
大洪河水库位于中国重庆市长寿区和四川省邻水县交界处，坝址位于长寿区洪湖镇，是以以发电为主，兼防洪、灌溉、养殖等功能的大（二）型水库。又称大洪湖。